# Kirk Palmer
Kirk Palmer (Central Coast (New South Wales), 12 oktober 1986) is een Australische zwemmer. Hij vertegenwoordigde zijn vaderland op de Olympische Zomerspelen 2008 in Peking, China.

## Zwemcarrière
Bij zijn internationale debuut op de wereldkampioenschappen kortebaanzwemmen 2008 in Manchester sleepte Palmer de zilveren medaille in de wacht op de 200 meter vrije slag, op de 100 meter vrije slag strandde hij in de halve finales. Op de 4x200 meter vrije slag veroverde hij samen met Grant Brits, Nicholas Sprenger en Kenrick Monk de wereldtitel, op de 4x100 meter vrije slag eindigde hij met zijn ploeggenoten Leith Brodie, Grant Brits en Kenrick Monk als vijfde. Tijdens de Olympische Zomerspelen van 2008 in Peking zwom de Australiër samen met Nicholas Ffrost, Grant Brits en Leith Brodie in de series van de 4x200 meter vrije slag. In de finale zwommen Brits en Ffrost samen met Patrick Murphy en Grant Hackett naar de derde plaats, voor zijn inspanningen in de series ontving Palmer de bronzen medaille.
Op de wereldkampioenschappen zwemmen 2009 in de Italiaanse hoofdstad Rome vormde Palmer samen met Nicholas Ffrost, Robert Hurley en Tommaso D'Orsogna een team in de series, in de finale sleepten Hurley en D'Orsogna samen met Kenrick Monk en Patrick Murphy de bronzen medaille in de wacht. Voor zijn aandeel in de series werd hij beloond met een bronzen medaille.

## Internationale toernooien
| Jaar | Olympische Spelen                                | WK langebaan                                     | WK kortebaan                                                                         | PanPacs |
| ---- | ------------------------------------------------ | ------------------------------------------------ | ------------------------------------------------------------------------------------ | ------- |
| 2008 | 4x200 m vrije slag · Palmer zwom enkel de series |                                                  | 200 m vrije slag · 11e 100 m vrije slag · 4x200 m vrije slag · 5e 4x100 m vrije slag |         |
| 2009 |                                                  | 4x200 m vrije slag · Palmer zwom enkel de series |                                                                                      |         |

## Persoonlijke records
Bijgewerkt tot en met 18 maart 2009

### Kortebaan
| Afstand         | Tijd    | Datum            | Plaats    |
| --------------- | ------- | ---------------- | --------- |
| 100m vrije slag | 48,00   | 1 september 2007 | Melbourne |
| 200m vrije slag | 1.43,12 | 31 augustus 2007 | Melbourne |

### Langebaan
| Afstand         | Tijd    | Datum         | Plaats |
| --------------- | ------- | ------------- | ------ |
| 100m vrije slag | 49,44   | 26 maart 2008 | Sydney |
| 200m vrije slag | 1.48,22 | 18 maart 2009 | Sydney |